# Tugendpfeil
Der Tugendpfeil war eine speziell geformte Haarnadel für eine Haartracht, die, oft mit dem sogenannten „Ohreisenmützchen“, bis Ende des 19. Jahrhunderts in der weiteren, linksrheinischen Umgebung von Koblenz getragen wurde. Trägerinnen waren katholische Mädchen, von der Pubertät bis zu ihrer Hochzeit.

## Beschreibung

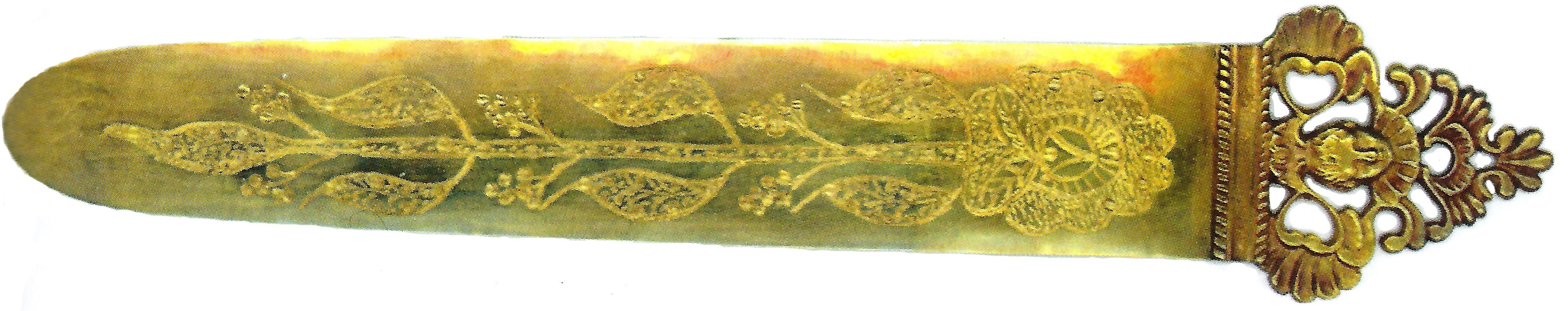
Haarnadel genannt Tugendpfeil aus der Umgebung von Kaisersesch, Moseleifel, zweite Hälfte des 19. Jahrhunderts

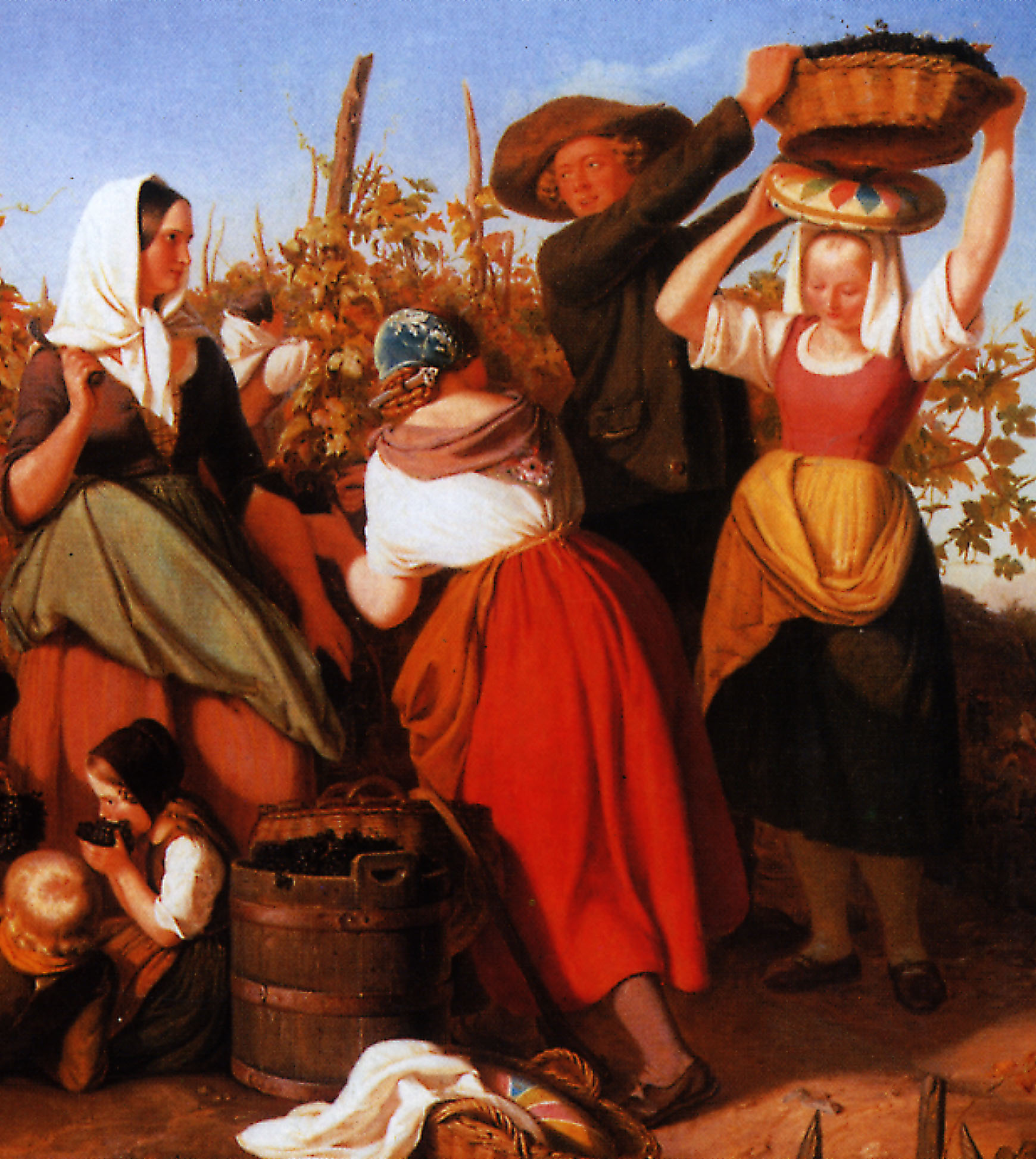
Eine Weinlese im Stil der Rheinromantik, gemalt von Adolph Richter, 1842. Das Mädchen in der Bildmitte trägt die Haartracht mit silbernem Tugendpfeil und bestickter Ohreisenmütze.

Eine breite, silbern- oder goldfarbene Haarnadel war der auffälligste Schmuck einer weiblichen Haartracht, mit der geflochtene, zu einem Nackenknoten gewundene Zöpfe zusammen gesteckt wurden. Noch erhaltene Exemplare zeigen die Haarnadel als versilbertes oder vergoldetes Messingblatt mit daran angelötetem, gegossenem Griffstück. Beides ist häufig mit eingravierten, floralen Motiven verziert. Die Haarnadeln sind zwischen 18 und 22 cm lang, an der Lötstelle zum Griff knapp 3 cm breit. Das Blatt rundet sich zu einer stumpfen Spitze.
Bei dieser Haartracht bedeckte eine kleine, eng anliegende, bestickte Kappe oder ein breites Band aus Samt oder Seide den Hinterkopf, gehalten von einem U-förmig gebogenen, schmalen Messingbügel, der in den Saum des Käppchens eingenäht war.
Diese Art der Befestigung befand sich erkennbar in Gemälden alter Meister des 16. und 17. Jahrhunderts schon an Hauben niederländischer und flämischer Frauen.
Im rhein- und moselfränkischen Dialekt des hier beschriebenen Verbreitungsgebietes wurde beides „Hoarnohl“ (Haarnadel) und „Ooreisemötsch“ (Ohreisenmütze) genannt. Darstellungen dieser Haartracht mit dem Tugendpfeil finden sich ab dem frühen 19. Jahrhundert in vielen Bildern der Rheinromantik und in der Genremalerei mit religiösen Motiven. Seit den 1860er Jahren ist sie auch in Familien- und Porträtfotos zu sehen.
Eine verwandte Haartracht wurde wohl auch in Mittelitalien getragen. Christian Mehlis verglich in seinen 1880 in Leipzig herausgegebenen Bilder aus den Landschaften des Mittelrheins die Haartracht der jungen Mädchen mit „[…] an römische Muster erinnernden Haarpfeilen“. Gestützt wird dieser Vergleich – und einer möglichen Ursprungserklärung – von einer klassizistischen Marmorbüste eines Bauernmädchens aus Frascati, die von Jean-Antoine Houdon nach einem vor 1768 angefertigtem Gipsmodell 1774 modelliert wurde. Sie zeigt eine Frisur, bei der die langen Haarflechten am Hinterkopf mit einer großen Nadel (vermutlich an den Enden abgebrochen) schmuckvoll zusammengesteckt sind. Im Unterschied zur rheinischen Frisur flochten die Italienerinnen vermutlich keine Zöpfe, sondern umwickelten zwei dicke Haarsträhnen mit Stoff.
Auch ein Porträt von zwei Italienerinnen in Landestracht um 1830 zeigt eine Frisur mit einer am verzierten Haarnadel zum Halt des geflochtenen Nackenknotens. Eine ähnliche Zopfknoten-Haarnadel-Version (wie Zeichnung Hürter 1902) zeigte bereits der spätromantische Maler August Lucas (1803–1863) in mehreren Zeichnungen italienischer, junger Frauen aus seinem mehrjährigen Italienaufenthalt.
Im Volksmund kam im Rheinland gegen Ende des 19. Jahrhunderts der Begriff Tugendpfeil oder auch Unschuldsnadel für diese Art Haarnadel auf. Vielleicht beeinflusst vom vorausgegangenen Kulturkampf oder auch Genrebildern mit religiöser Thematik und dem Tugendpfeil als unübersehbarem Bildelement, sahen manche darin nicht nur den Haarschmuck, sondern ein Zeichen von Sitte und Moral.

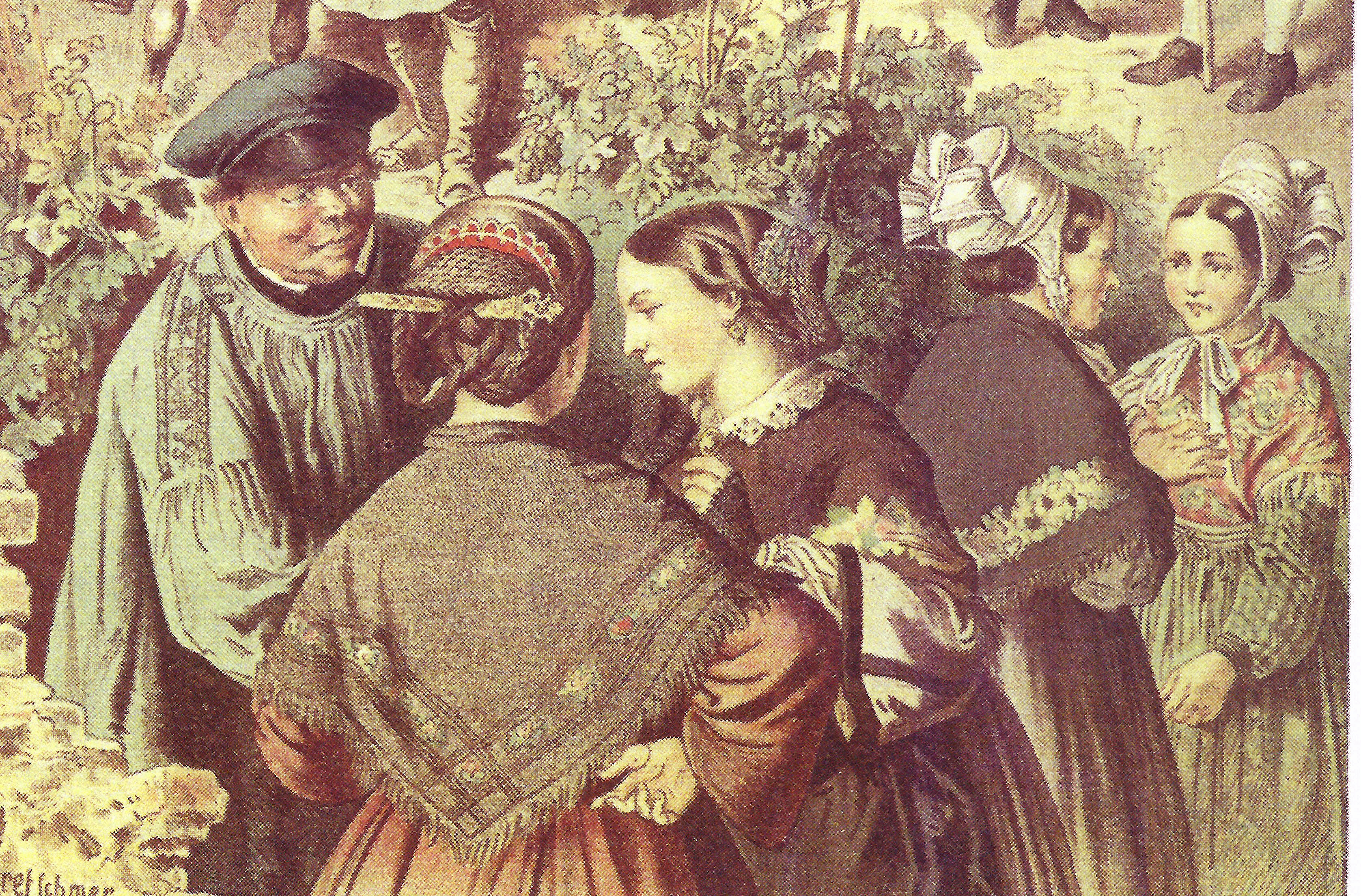
„Kurtrierische Tracht“ in einer Sammlung deutscher Trachtenabbildungen des 19. Jahrhunderts. Albert Kretschmer 1892
Zeichnung einer Haartracht mit Tugendpfeil und besticktem Band statt Mützchen. Zeichnung von Anton Hürter 1902.
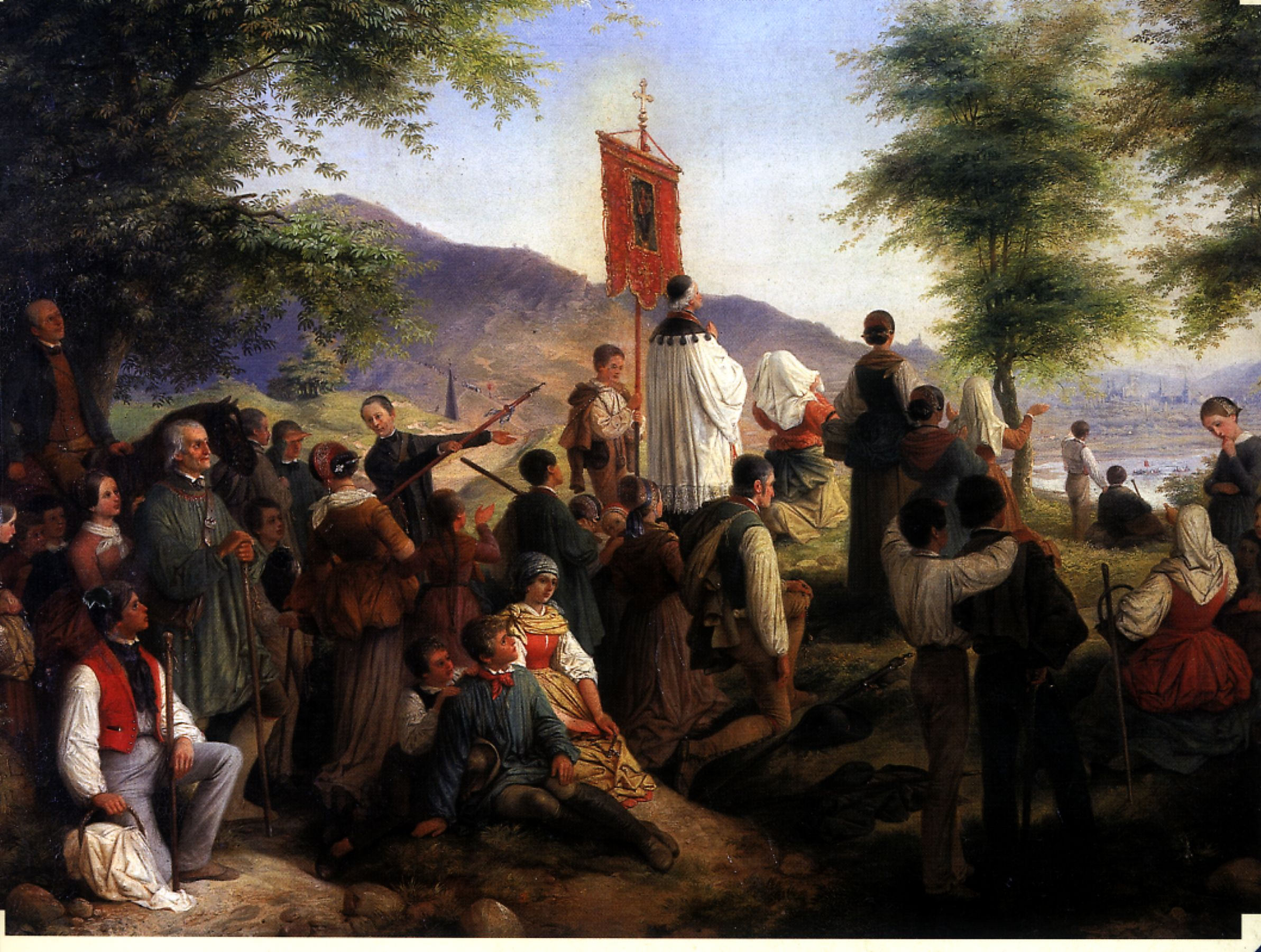
Wallfahrer aus dem Maifeld vor Trier 1844. In der Gruppe vier Tugendpfeilträgerinnen. Gemalt von August Gustav Lasinsky 1847.
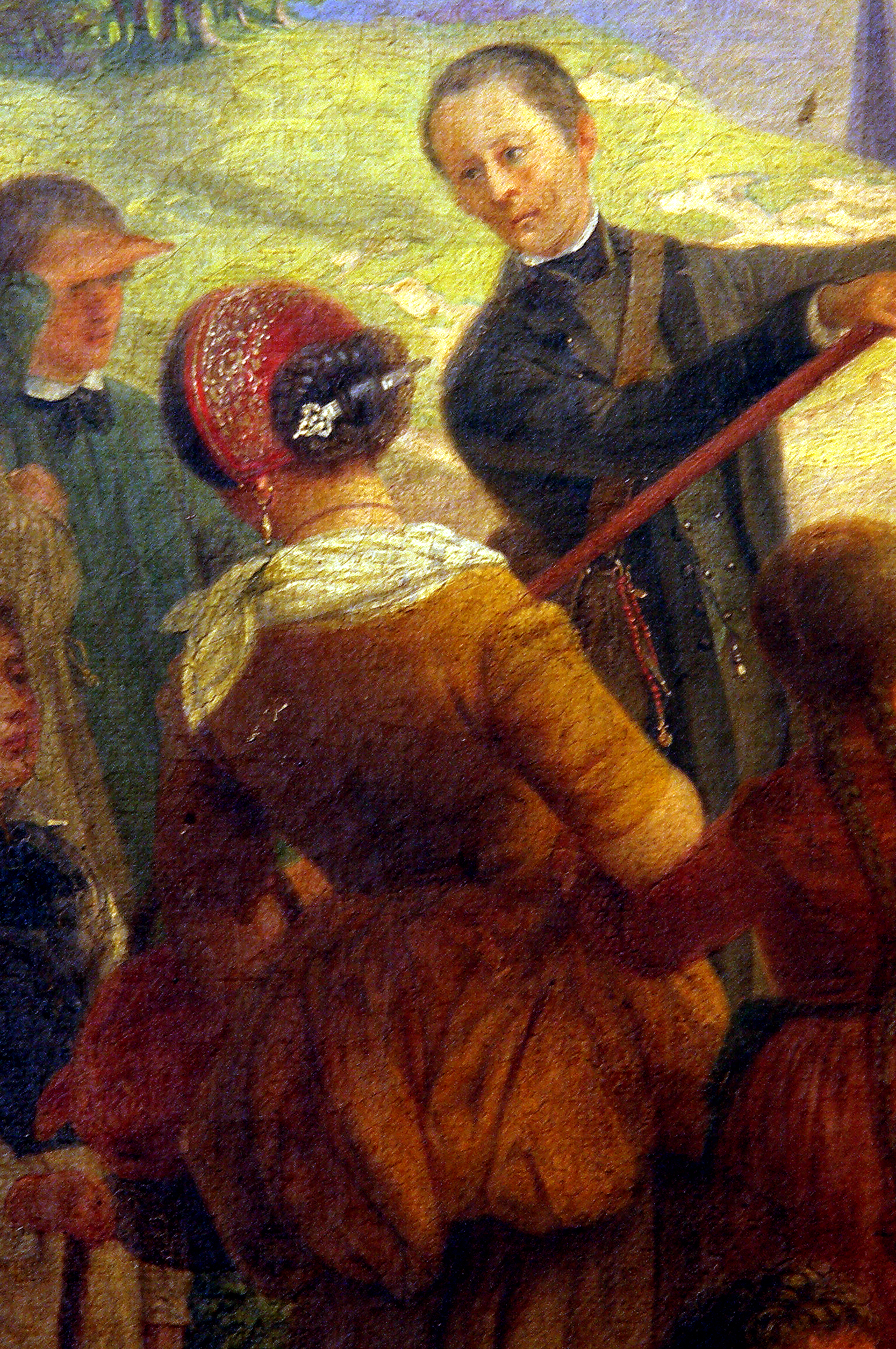
Tugendpfeilträgerin in einer Ausschnittvergrößerung des nebenstehenden Wallfahrtbildes.
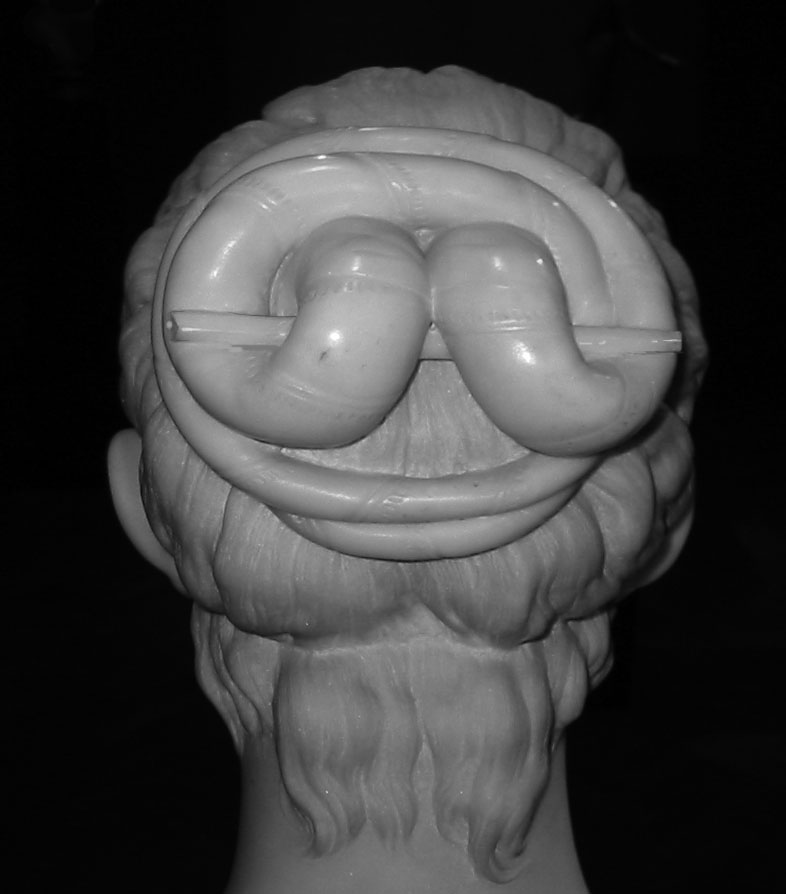
Haartracht eines Mädchens aus Frascati. Marmorbüste von Jean-Antoine Houdon 1774.
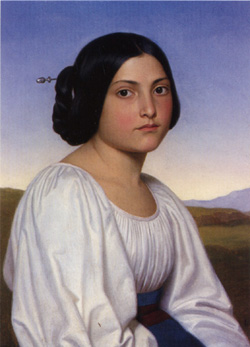
Porträt einer Italienerin, 1843, J. A. N. Settegast, Stadtmuseum Simeonstift Trier

## Verbreitungsgebiet
Vermutlich die älteste Erwähnungen dieser Haartracht finden sich in einer französischen Beschreibung der Bevölkerung des Département de Rhin-et-Moselle des Präfekten Boucqueau von 1803/04: „La coiffure nationale des filles des bords du Rhin est un fort petit bonnet de soie …les cheveux… tournées autour d'une large aiguille d'argent.“ Etwas früher beschreibt ein im Raum Aachen-Jülich-Köln stationierter Sergeant Fricasse der französischen Revolutionsarmee die Tracht der Frauen dort: „Als Kopfbedeckung tragen sie kleine, samtartige Hauben in verschiedenen Farben, […] Ihre Haare flechten sie zu mehreren Zöpfen, die hinter der Haube wie eine Schnecke zusammengerollt und von einer großen, zwei Finger breiten Silbernadel gehalten werden.“'
Mitte des 19. Jahrhunderts wurde, nach einer Beschreibung des Historikers August von Cohausen im Jahrbuch der Freunde der Altertumsforschung des Rheinlandes 1852, der Tugendpfeil linksrheinisch südlich der Ahrgegend, rheinaufwärts bis jenseits Boppard und moselaufwärts bis in die Gegend von Cochem getragen. Mit Fotografien, beginnend in der zweiten Hälfte des 19. Jahrhunderts, ist diese Haartracht auch für das Maifeld und den vorderen Hunsrück belegt.
Der Tugendpfeil wurde von den katholischen Mädchen ab der Pubertät bis zur Hochzeit getragen. Oft war er das Geschenk der Patin zur Firmung. Vereinzelt trugen die Bräute auch zur Trauung noch den Tugendpfeil.
Das hier zuletzt beschriebene, überlieferte Verbreitungsgebiet liegt weitgehend in den Grenzen des „Unteren Erzstifts“ im Bistum Trier. Die Charakterisierung „katholische Tracht“ trifft durchaus zu, denn sie wurde nicht in der evangelischen Enklave Winningen getragen. Und die Grenzen des Verbreitungsgebietes waren offensichtlich rhein- und moselaufwärts die Gebiete der reformierten, früheren „Hinteren Grafschaft Sponheim“. Von jungen Frauen aus Koblenz wurde der Tugendpfeil vermutlich nicht getragen; weder in alten Fotografien, noch in Porträts katholischer Bürgerstöchter ist er dokumentiert. In einer, von Carl Jügel 1832 in Frankfurt am Main herausgegebenen Sammlung deutscher Trachten ist eine Tugendpfeilträgerin auf dem Blatt „Coblentz“ abgebildet. Möglicherweise bedeutet aber die Ortsangabe Koblenz nicht die Stadt, sondern steht für die Umgebung. So sind in Landschafts- und Stadtansichten, beispielsweise von Johann Baptist Bachta, Johannes Jakob Dietzler oder William Turner oft im Vordergrund Mädchen mit dieser Haartracht als ein romantisierendes Klischee zu sehen.

## Geschichte
Es gilt als gesichert, dass der Tugendpfeil in der linksrheinischen Region um Koblenz bereits im 18. Jahrhundert getragen wurde; ob alltäglich oder nur zu besonderen Anlässen und kirchlichen Feiertagen ist nicht überliefert. Ab Mitte des 19. Jahrhunderts, als die regionale Tracht immer seltener getragen wurde und sich auch die Mädchen vom Lande zeitgemäß modisch kleideten, blieb der Tugendpfeil aber weiterhin in Gebrauch. Das Käppchen, manchmal auch „Cochemer Mützchen“ und „Trierisches Halbmützchen“ genannt, scheint dagegen zunehmend weniger getragen worden zu sein. An der Wende zum 20. Jahrhundert – nimmt man Fotos dieser Zeit zum Hinweis – trugen nur noch ältere unverheiratete Frauen zu feiertäglichen Anlässen und zum Kirchgang einen Tugendpfeil. Die beginnende Verstädterung des ländlichen Raums, aber auch die Mode, seine Haare kürzer und unbezopft zu tragen, machte diese Frisur bei jungen Mädchen endgültig zu einer altmodischen Erscheinung. Gleichzeitig fanden Tugendpfeile allerdings ihren Weg in volkskundliche Sammlungen und wurden gemeinsam mit den bereits weitgehend verschwundenen Trachten aufbewahrt und präsentiert.

Tugendpfeilträgerinnen von der Untermosel, fotografiert um 1890
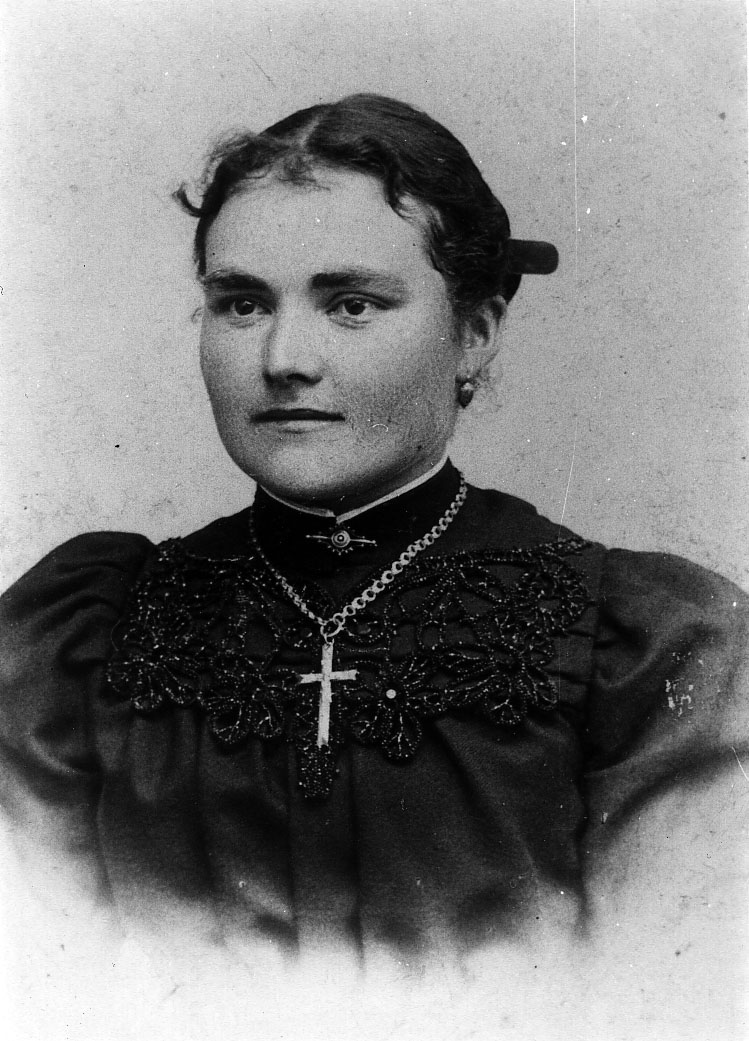
Anna Maria Brachtendorf aus Löf, geb. 1876
Maria Margaretha Goebel aus Lay, geb. um 1870
Elisabeth Matheis aus Löf, geb. 1877
Elise Schunk aus Niederfell, geb. 1872, unverheiratet.
Maria Anna Etzkorn aus Löf, geb. um 1860, unverheiratet.